# Kawasaki Ki-119
Kawasaki Ki-119 (jap. キ119) – niezrealizowany projekt myśliwca bombardującego wytwórni Kawasaki przeznaczonego dla lotnictwa Cesarskiej Armii Japońskiej. Prace na etapie drewnianej makiety zakończyła kapitulacja Japonii.

## Historia
Ki-119 jest typowym przykładem samolotu, który powstał z potrzeby chwili, a nie w wyniku planowania i strategii. Na początku 1945 r. japońska dominacja na Pacyfiku należała już do przeszłości. Zaczynało brakować materiałów, surowców, samolotów i co równie ważne doświadczonych pilotów. Japoński przemysł zrównywany był z ziemią przez amerykańskie bombardowania strategiczne przy użyciu latających superfortec.
W takich okolicznościach Wydział Techniczny dowództwa Cesarskiej Armii Lądowej w trybie pilnym opracował specyfikację techniczną jednomiejscowego samolotu myśliwsko-bombowego. Główny nacisk położono na prostotę konstrukcji i szybką możliwość wprowadzenia samolotu do produkcji seryjnej. Osiągi nowej maszyny miały drugorzędne znaczenie. Zakładano maksymalne wykorzystanie gotowych elementów i podzespołów z samolotów już istniejących. Nie określono rodzaju jednostki napędowej. Wymagano natomiast, aby nowy samolot miał konstrukcję, łatwą do szybkiego przystosowania jej do silnika, który w danym momencie byłby dostępny.
Wydział Techniczny chciał, aby poza prostotą budowy, maszyna była również łatwa w pilotażu, aby nowo wyszkoleni piloci, bez doświadczenia bojowego, mogli sprawnie i szybko opanować technikę latania na nowym samolocie, operując z lotnisk polowych o ubogiej infrastrukturze.
Na bazie podstawowej wersji myśliwsko-bombowej planowano zbudowanie wersji myśliwca eskortującego oraz bombowca nurkującego. Zaprojektowanie i zbudowanie nowej maszyny, oznaczonej jako Ki-119, zlecono wytwórni Kawasaki. Na czele zespołu inżynierów odpowiedzialnych za nowy projekt stanęli czołowi konstruktorzy tej firmy: inżynier Takeo Doi i Jun Kitano. Tempo prac było imponujące, zaledwie w trzy miesiące od otrzymania specyfikacji Wydziału Technicznego, w marcu 1945 r. projekt Ki-119 był już gotowy.
Jeszcze przed ukończeniem projektu przystąpiono do budowy drewnianej makiety samolotu naturalnej wielkości. 4 kwietnia 1945 r. wytwórnia otrzymała zlecenie na przygotowanie linii produkcyjnej. Przewidywano, że montaż samolotów będzie odbywał się w specjalnie do tego celu przystosowanych podziemnych tunelach. Na początku czerwca 1945 r. gotowa była drewniana makieta Ki-119. Niestety, 22 czerwca 1945 r. nalot amerykańskich B-29 poważnie uszkodził zakłady w Kakamigahara, w których spłonęła dokumentacja techniczna samolotu. Dlatego też ukończenie i oblot pierwszego prototypu, początkowo planowane na wrzesień 1945 r., przesunięto na listopad. Zawieszenie broni w sierpniu, a następnie kapitulacja Japonii we wrześniu zakończyła prace nad samolotem.

## Konstrukcja
Ki-119 był jednomiejscowym, wolnonośnym dolnopłatem, napędzanym pojedynczym silnikiem gwiazdowym. Skrzydła o niewielkim wzniosie, dużym wydłużeniu i dużej powierzchni, składające się z centropłata i części zewnętrznych. Wydłużenie i duża powierzchnia miały zapewnić jak najlepsze warunki startu i lądowania na niewielkich lotniskach polowych. Klasyczne usterzenie wolnonośne. Podwozie chowane, główne do wnęk w płacie. Aby zapewnić dużą stabilność podczas lądowania i startu, golenie podwozia zaadaptowane z Kawasaki Ki-102 miały dość duży rozstaw. Kadłub o konstrukcji półskorupowej wzorowany na konstrukcji Kawasaki Ki-100.

## Uzbrojenie
W podstawowej wersji myśliwsko-bombowej maszyna była uzbrojona w dwa działka Ho-5 kalibru 20 mm, zamontowane na kadłubie i strzelające poprzez śmigło, mogła również przenosić 800 kg bombę umieszczoną pod kadłubem. W wersji myśliwca eskortującego Ki-119 miał przenosić, poza dwoma działkami kadłubowymi, kolejne dwa działka Ho-5 umieszczone w skrzydłach i strzelające poza obrysem śmigła. W tej wersji samolot mógł również przenosić dwa dodatkowe zbiorniki paliwa po 600 litrów lub ładunek bomb o tej samej masie. W wersji bombowca nurkującego, zaopatrzonego w listwowe hamulce aerodynamiczne, maszyna miała przenosić po dwie 250 kg bomby.